# Kozmologija
Kozmologija je grana astronomije koja se bavi porijeklom, svojstvima i razvojem svemira u cjelini. Kozmologija ima dodirnih točaka s fizikom, filozofijom, pa čak i s teologijom, jer pokušava objasniti zašto je svemir upravo takav kakav jest. Mitovi o stvaranju, koji su postojali kod svih starih naroda, primjeri su pradavnih kozmologija. Današnja kozmologija se čvrsto zasniva na danas poznatim zakonima fizike.

## Povijest kozmologije

### Razdoblje 3500 pr. Kr. - 650 pr. Kr.
Babilonci i stari Egipćani su vjerovali da život potječe od prvobitnog oceana. Prema Babiloncima, Tiamat, prva žena i Apsu, bog podzemnog oceana, začeli su boga neba koji se zvao Anou. Egipćani su vjerovali da je prvobitni ocean bio obitavalište prvog bića, Atuma, koji je kasnije nazvan bog Sunca (Ra).
(v. članak: Mitovi o stvaranju)

### Razdoblje 650. pr. Kr. - 1500.
Grčki su filozofi uveli revolucionarnu ideju da je svemir vođen zakonima koje je ljudski um u stanju pojmiti. Grčki astronom Tales iz Mileta (~625. pr. Kr. - ~547. pr. Kr.) je vjerovao da je voda primarni element svemira. Prema njemu, Zemlja, u obliku ravnog diska, pliva na prvobitnom oceanu. Anaksimandar (~610. pr. Kr. - ~547. pr. Kr.) je tvrdio da je svemir zasnovan na međudjelovanju suprotnosti (toplo/hladno, svijetlo/tamno...). Filozof Pitagora (~580. pr. Kr. - ~500. pr. Kr.) je vjerovao da je svemir vođen matematičkim zakonima s brojevima u osnovi svih pojava. Platon (~428. pr. Kr. - ~348. pr. Kr.) je postulirao sustav svijeta s dvije sfere, sa Zemljom u središtu. Eudoksus (~400. pr. Kr. - ~350. pr. Kr.) je kasnije broj sfera povećao na 27, a Aristotel (~348. pr. Kr. - ~322. pr. Kr.) ga je nadopunio. Aristotelov sustav je bio prihvaćen sve do 16. stoljeća. Oko 200. pr. Kr. je Aristarh iz Samosa predložio teoriju po kojoj Zemlja kruži oko Sunca, a ne obratno, međutim trebalo je čak 2000 godina da bude ozbiljno shvaćena.
Godine 1054. kineski astronomi su zabilježili pojavu "nove zvijezde" u zviježđu Bika koja se kroz cijeli mjesec mogla vidjeti i po danu. Po njihovim vrlo preciznim kartama, astronomi novijeg doba su u maglici M1 (Rakovica, Rakova maglica) prepoznali ostatke supernove koju su kinezi promatrali. Zanimljivo je da su, osim Kineza, nastanak Rakovice zabilježili i mnogi drugi narodi (američki starosjedioci), ali nitko iz "civilizirane" Europe.

### Razdoblje 1500. – 1899.
Godine 1543. poljski astronom Nikola Kopernik (1473. – 1543.) izdaje svoju knjigu "O revoluciji nebeskih sfera". Kopernik je izmijenio geocentrični sustav u heliocentrični sustav: pomaknuo Zemlju iz središta svemira i tamo postavio Sunce. Zemlja je tada postala samo jedan od planeta koji obilaze Sunce. Kopernikove ideje se nisu uklapale u crkvene dogme, pa su njegova djela izdana tek nakon njegove smrti.
Giordano Bruno izložio je kozmologiju (1584.) u kojoj Sunčev sustav nije središte svemira, već relativno beznačajan sustav među beskonačnim mnoštvom drugih. 
Danski astronom Tycho Brahe (1546. – 1601.) je 1572. promatrao u zviježđu Kasiopeje "novu zvijezdu" koja je bila toliko sjajna da ju je bilo moguće vidjeti po danu tokom cijelog jednog mjeseca. Pošto zvijezda nije mijenjala svoj položaj prema ostalim zvijezdama, Brahe je zaključio da se nalazi iza planetne sfere. Danas znamo da je Brahe, kao i Kinezi 1054. godine, promatrao supernovu. Brahe je promatrao i veliki komet koji se pojavio 1577. godine. Pomoću paralakse je dokazao da se kometi nalaze izvan atmosfere, te daleko iza Mjeseca.
Talijanski matematičar Galileo Galilei (1564. – 1642.) je prvi negirao Aristotelovu tvrdnju da Zemljom i nebom vladaju različiti prirodni zakoni. Prema Galileiju, svemir mora biti vođen čovjeku dokučivim zakonima. Galileo je 1609. prvi iskoristio teleskop (izumljen za navigacijske svrhe) za promatranje neba. Njegova najznačajnija otkrića su Jupiterovi sateliti (4 najveća, kasnije nazvani galilejanski), faze Venere, te mjesečeve planine. Dokazao je da sva tijela (ako ne postoji otpor zraka) padaju jednakim ubrzanjem, bez obzira na težinu. Objavljivanja knjige u kojoj je podržao heliocentrični sustav imalo je za posljedicu kućni pritvor, po naredbi crkve.
Njemački matematičar Johannes Kepler (1571. – 1630.) je iskoristio precizna Braheova mjerenja za odgonetanje putanja planeta. Prema Kepleru, planeti se ne gibaju po kružnicama, već po elipsama, sa Suncem u jednom od žarišta (fokusa) elipse. Kepler je, nadalje, otkrio da se planeti brže gibaju kada su na dijelu putanje bliže Suncu, te otkrio matematičku vezu perioda ophoda planeta oko Sunca i njegove prosječne udaljenosti od Sunca.
Engleski fizičar Isaac Newton (1642. – 1727.) je uspio dokučiti fizikalne zakone koji drže planete u eliptičnim orbitama. Prema Newtonu, uzrokuje ih univerzalna sila gravitacije. Ova uvijek privlačna sila je proporcionalna masi obaju nebeskih tijela koje se privlače, te obrnuto proporcionalna kvadratu njihove međusobne udaljenosti. Newton je zamišljao potpuno deterministički svemir, vođen zakonima fizike, u kojem je sve unaprijed određeno. Newtonovi zakoni gibanja (1687.) omogućili su matematički opis gibanja i gravitacijskoga međudjelovanja nebeskih tijela.
William Herschel je na temelju promatranja i mjerenja izradio model Mliječne staze (1785.) u obliku diska sa Suncem u središtu. Heinrich Wilhelm Olbers postavio je Olbersov paradoks (1826.) prema kojem bi, da je svemir beskonačan, noćno nebo bilo jednoliko sjajno.

## Moderna kozmologija

### Einsteinova teorija relativnosti
Moderna kozmologija počinje 1915. s Albertom Einsteinom (1879. – 1955.) i njegovom specijalnom teorijom relativnosti u kojoj iznosi teoriju da ništa ne može putovati brže od svjetlosti. Kasnije, u općoj teoriji relativnosti, Einstein postulira princip ekvivalencije između gravitacije i akceleracije te principe relativnosti - po kojima zakoni fizike ne ovise o promatraču. Einstenove matematičke jednadžbe objašnjavaju vezu između zakrivljenosti svemira i rasporeda mase u svemiru. Prema Einsteinu, masa i prostor su u međudjelovanju: masa određuje zakrivljenost prostora, a zakrivljeni prostor određuje kako će se masa gibati. Nadalje, masa i energija su ekvivalentne: mogu se pretvarati jedna u drugu. Albert Einstein je u specijalnoj teoriji relativnosti pretpostavio da prostor i vrijeme nisu odvojeni (1905.), a u svojoj je kozmološkoj teoriji pretpostavio da je svemir statičan (1917.). 
Teorija relativnosti dobila je svoju prvu potvrdu 1919., kada je za vrijeme potpune pomrčine Sunca izmjereno skretanje zrake svjetla jedne zvijezde. Naime, zvijezda je trebala biti iza Sunca, ali je ipak viđena izvan okvira Sunčeva diska. Doduše, valja napomenuti sljedeće: ne mali je broj fizičara i astronoma koji negiraju da su pokusi izvedeni 1919. na bilo koji način izmjerili defleksiju sunčanih zraka, nego se, po tim tvrdnjama, radi o grubim mjernim pogreškama koje su neadkvatno interpretirane. Kao potkrjepa takvih stavova navodi se činjenica da daljnji pokusi nisu uspjeli ponoviti taj ključni eksperiment. Ilustracija tih tvrdnji može se naći na sljedećim, engleskim jezikom napisanim Web stranicama: http://www.nature.com/embor/journal/v4/n3/full/embor779.html, http://www.newtonphysics.on.ca/EINSTEIN/Appendix2.html  Arhivirana inačica izvorne stranice od 23. listopada 2005. (Wayback Machine)
Einstein se prihvatio i izazova nastanka svemira. U svom kozmološkom modelu iz 1917. uvodi u gravitacijske jednadžbe hipotetsku odbojnu silu, uz koju se pojavljuje i pojam kozmološke konstante. Svrha ove odbojne sile je bila da poništi efekte privlačne gravitacijske sile, čime se stvaraju teoretske osnove za postojanje statičnog svemira, kakvim ga je Einstein zamišljao.

### Friedmann i širenje svemira
Ruski fizičar i matematičar Aleksandr Aleksandrovič Fridman (1888. – 1925.) je pretpostavio je da se svemir širi i izveo je rješenja za nestacionarni kozmološki model (1922.).  Uspio je pronaći rješenje Einsteinovih gravitacijskih jednadžbi bez uvođenja kozmološke konstante. Friedmann je pokazao da svemir može biti u stanju širenja, što bi neutraliziralo sveprisutnu privlačnu gravitacijsku silu. Do sličnih je rješenja 1927. nezavisno došao i belgijski svećenik i matematičar Georges Lemaître (1894. – 1966.). Einstein je previdio ovo rješenje jer nije mogao prihvatiti ideju o svemiru koji se širi. Svemir bi se, ovisno o količini materije u svemiru, mogao nastaviti širiti u beskonačnost (otvoreni model svemira) ili se zaustaviti te početi skupljati (zatvoreni model svemira).
Vesto Melvin Slipher je, promatrajući pomak spektralnih linija u spektrima galaktika, otkrio (1912.) da prevladava crveni pomak, to jest da se većina galaktika udaljava. Henrietta Leavitt Swan otkrila je (1912.) da sjajnije cefeide (pulsirajuće promjenljive zvijezde) imaju duži period promjene sjaja, a to je omogućilo mjerenje velikih udaljenosti u svemiru. 

### Hubbleov zakon
Edwin Hubble (1888. – 1953.), otkrio je 1929. proporcionalnost između udaljenosti pojedine galaksije i njenog crvenog pomaka. Ova pojava je nazvana Hubbleov zakon. Crveni pomak je protumačen kao Dopplerov pomak zbog udaljavanja galaksije. Jednadžbe za Dopplerov efekt govore da su pomak valne duljine prema crvenom i brzina udaljavanja proporcionalni (za brzine mnogo manje od brzine svjetlosti). Zajedno s Hubbleovim zakonom dobivamo proporcionalnost između udaljenosti galaktike i njene brzine udaljavanja: što je galaktika udaljenija, brže se udaljava od nas. Ovo, pak, navodi na zaključak da je svim galaksijama trebalo podjednako vremena za pomak od početne pozicije do današnjeg položaja.
Hubbleovo otkriće je donekle bilo potpomognuto radom nizozemskog astronoma Willema de Sittera koji je 1917. predložio hipotezu po kojoj svemir posjeduje svojstvo produljivanja valne duljine svjetlosti koja putuje kroz njega. Hubbleov zakon je uvjerljiv dokaz širenja svemira kakav je predložen u Friedmann-Lemaitreovom modelu.
Einstein i de Sitter su 1931. iznijeli hipotezu (Einstein-de Sitterov model) po kojoj svemir ima točno kritičnu gustoću. Takav bi svemir bio beskonačan, s Euklidskom geometrijom to jest "ravan", za razliku od "otvorenog" i "zatvorenog" iz Friedmann-Lemaitreovih modela.

### Teorija stalnog stanja
Tri engleska fizičara - Fred Hoyle, Hermann Bondi i Thomas Gold - 1946. godine predlažu novu teoriju: teoriju stalnog stanja. Po ovoj se teoriji svemir stalno širi, a nova materija spontano nastaje u prazninama. Novonastala materija se akumulira i tvori nove zvijezde. Po ovoj teoriji, daleke i bliske galaktike bi trebale izgledati statistički jednako. Teorija velikog praska tvrdi suprotno: daleke galaktike bi trebale izgledati u prosjeku mlađe, jer ih, zbog kašnjenja koje je posljedica konačne brzine svjetlosti, vidimo kako su izgledale u ranijim stadijima svemira. Po teoriji velikog praska, daleke galaktike bi trebale imati više plina te više masivnih kratkoživućih zvijezda. Eksperimentalna provjera postala je moguća tek nekoliko desetljeća kasnije, s razvojem dovoljno osjetljivih senzora. 

### George Gamow o ranom svemiru
George Gamow je pokušao objasniti raspodjelu (distribuciju) kemijskih elemenata u svemiru kroz spontane termonuklearne reakcije. Iznio je hipotezu po kojoj se svemir u svojim najranijim počecima sastojao o prvobitne tvari nazvane ylem. Gamow je ylem zamislio kao neutronski plin vrlo visoke temperature (iznad 10 milijardi stupnjeva K). Pošto su neutroni bili u "slobodnom" stanju, počeli su se raspadati u protone, elektrone i neutrine. Nastalo je ključajuće more neutrona i protona od kojih su se neki udružili u teže elemente. Po Gamowu, svi elementi u svemiru su nastali na ovaj način i to u prvih 20 minuta nakon velikog praska. Ovu je teoriju, zajedno s Ralphom Alpherom, Gamow iznio 1948. Model velikoga praska, kojega prva formulacija potječe od Georgea Gamowa iz 1948., danas je u znanstvenome svijetu općeprihvaćena slika postanka svemira. 
U svom sljedećem radu, Gamow i Alpher predviđaju postojanje pozadinskog zračenja, koje je detektirano tek nekoliko desetljeća kasnije.

### Otkriće pozadinskog zračenja
U proljeće 1964., A. A. Penzias i R. W. Wilson, istraživači u Bellovim laboratorijima, otkrili su, mjereći razinu šuma s neba, neočekivani mikrovalni signal čija je ekvivalentna temperatura bila oko 3,5 K. Signal je dolazio iz svih smjerova neba podjednako. Ovo je bila potvrda ideja Gamowa i Alphera. Zračenje je točno odgovaralo zračenju crnog tijela pri temperaturi od oko 3 K.
Nekoliko desetljeća kasnije, 1992., umjetni satelit COBE je otkrio male varijacije u temperaturi pozadinskog zračenja. Te varijacije potječu od kvantnih fluktuacija vakuuma u vrijeme velikog praska. Astronomi su predvidjeli postojanje fluktuacija, jer bez njih ne bi bilo moguće objasniti grupiranje materije u galaktike i skupove galaktika kakve nalazimo u današnjem svemiru.

### Ideje Stephena Hawkinga
Upravo je jedan od studenata Freda Hoylea (autora teorije stalnog stanja), imenom Stephen Hawking (1942. – 2018. ), riješio Hoyleove jednadžbe i pokazao da one ne dokazuju teoriju Stalnog Stanja, već širenje svemira. Kasnije je Hawking dokazao (uz pretpostavku točnosti teorije relativnosti) da je svemir morao nastati iz singularnosti koja ujedno znači i početak vremena kakvim ga mi zamišljamo.
Pored proučavanja početka vremena, Hawking se bavio i crnim rupama. Hawking 1970. postulira da površina crne rupe može samo rasti. Kasnije, Hawking pokazuje da crne rupe nisu potpuno crne - one ispuštaju toplinsko zračenje (kasnije nazvano Hawkingovo zračenje), te na kraju eksplodiraju.
Hawking i Jim Hartle 1981. predlažu uvjet bezgraničnosti (No Boundary Condition) - prostor i vrijeme su konačni, ali se zatvaraju u sebe bez rubova ili granica. Hawking dijeli vrijeme na dvije komponente: realno i imaginarno vrijeme. Imaginarno vrijeme je koncept kontinuiranog vremena: nestaje u singularnosti i postaje prostorna dimenzija. Na ovaj način je moguće primijeniti kvantnu fiziku tijekom imaginarnog vremena, pa na taj način zakoni fizike nisu prekršeni. Uvjet bezgraničnosti predviđa varijaciju gustoće u počecima svemira zbog kvantnih fluktuacija.

### Sateliti COBE i HST
Veliki napredak u kozmologiji donijeli su u posljednjem desetljeću 20. stoljeća umjetni sateliti COBE (COsmic Background Explorer) i HST (Hubble Space Teleskop).
COBE je lansiran 1989., a prvi rezultati su izašli u javnost u travnju 1992, kada je COBE-ov tim objavio otkriće anizotropnosti u Kozmičkom Mikrovalnom Pozadinskom Zračenju. Ovo zračenje predstavlja snimak svemira kada je bio samo 400 000 godina star i predstavlja ključ za razumijevanje procesa nastanka struktura u svemiru.
HST je lansiran 1990. godine. Njegovi rezultati, osim slanja mnoštva prekrasnih slika svemira, uključuju preciznije određivanje Hubbleove konstante. HST je uspio razlučiti promjenjive zvijezde Cefeide u skupu Virgo, čime je omogućeno preciznije određivanje udaljenosti tog skupa. Precizno određivanje udaljenosti dalekih galaktika i skupova galaktika preduvjet je određivanju veličine i starosti svemira. HST je snimao i kvazare i mlade galaksije, a rezultati tih eksperimenata bacili su sumnju na današnje modele nastanka strukture svemira.

### Novije spoznaje
Novija promatranja udaljenih galaktika ukazuju na mogućnost ubrzanog širenja svemira. Ova bi spoznaja, ako bi se pokazala točnom, ponovno uvela u igru Einsteinovu kozmološku konstantu. Vera Rubin je, mjereći brzinu vrtnje spiralnih galaktika, pronašla dokaz o postojanju tamne tvari (1970.). Alan Harvey Guth (1979.) uveo je inflatorni model svemira, koji komplementarno nadopunjuje model velikoga praska. Gravitacijski valovi prvi su put zapaženi 2015.

## Modeli svemira

### Otvoreni svemir
Otvoreni svemir širi se bez zaustavljanja, udaljenost među galaktikama i galaktičkim skupovima se povećava se, prostor je slabo zakrivljen (hiperboličan) i beskonačna obujma (volumena).

### Ravni ili euklidski svemir
Ravni svemir ili euklidski svemir beskonačna je volumena i neprestano se širi, iako sve sporije.

### Zatvoreni ili sferni svemir
Zatvoreni svemir ili sferni svemir zakrivljen je sam u sebe, konačna je volumena, a svjetlost se, zbog zakrivljenosti prostora, vraća u izvor; ako se danas širi, morat će se početi skupljati. Fizički uvjet koji razdvaja te modele gustoća je mase, a nije poznato u kojoj mjeri tamna tvar povećava srednju gustoću svemira. 

### Veliki prasak
Veliki prasak model je svemira prema kojem je svemir nastao prije približno 13,7 milijarda godina iz singulariteta s vrlo velikom energijom, gustoćom i temperaturom, nakon čega se tako rođeni svemir stalno širi i hladi.

### Inflatorni model svemira
Inflatorni model svemira (inflacija) model je koji u prvim djelićima prve sekunde nakon velikoga praska predviđa iznimno brzo (eksponencijalno) širenje svemira.